# Aleš Češek
Aleš Češek (* 6. září 1957 Přílepy) je bývalý český fotbalista, obránce. Po skončení aktivní kariéry pracuje jako kustod FK Jablonec.

## Fotbalová kariéra
V československé lize hrál za Zbrojovku Brno. Nastoupil ve 45 prvoligových utkáních. V nižších soutěžích hrál i za TJ LIAZ Jablonec a FK Pelikán Děčín.

## Ligová bilance
| Ročník           | Zápasy | Góly | Klub              |
| ---------------- | ------ | ---- | ----------------- |
| I. liga 1981/82  | 30     | 0    | TJ Zbrojovka Brno |
| I. liga 1982/83  | 15     | 0    | TJ Zbrojovka Brno |
| II. liga 1983/84 | 15     | 0    | TJ Zbrojovka Brno |
| II. liga 1984/85 | 17     | 0    | TJ LIAZ Jablonec  |
| II. liga 1985/86 | 25     | 2    | TJ LIAZ Jablonec  |
| CELKEM I. liga   | 45     | 0    |                   |